# Maher Ridane
Maher Ridane (ur. 11 października 1971) – tunezyjski lekkoatleta, który specjalizował się w rzucie oszczepem.
W 1996 wywalczył brązowy medal mistrzostw Afryki, a w 2000 stanął na najwyższym stopniu podium afrykańskiego czempionatu. W 1997 z wynikiem 77,10 zajął trzecie miejsce i zdobył brązowy medal igrzysk śródziemnomorskich. Uczestnik igrzysk olimpijskich w Sydney (2000). Podczas tych zawodów osiągnął rezultat 70,35 i nie awansował do finału zajmując ostatecznie 32. lokatę. W 1999 roku został brązowym medalistą igrzysk afrykańskich.
Wielokrotny mistrz Tunezji - złote medale zdobywał w 1993, 1995, 1996, 1997, 1998, 1999, 2000, 2003 oraz 2004. Rekord życiowy: 77,98 (20 maja 1995, Tunis). Jest to aktualny rekord Tunezji.